# Le Vicomte Classic Coachbuilders
Le Vicomte Classic Coachbuilders Inc., auch Les Carrosseries Classiques Vicomte Inc. genannt, war ein kanadischer Hersteller von Automobilen.

## Unternehmensgeschichte
Das Unternehmen wurde am 15. Juli 1977 in Saint-Sauveur des Monts gegründet. Die Produktion von Automobilen begann. Der Markenname lautete nach zwei Quellen Le Vicomte, nach anderen Le Victome, Vicomte und Renaissance. 1980 endete die Produktion.
Am 6. März 1987 wurde das Unternehmen aufgelöst.

## Fahrzeuge
Das einzige Modell Renaissance war ein Fahrzeug im Stil der 1930er Jahre. Die Basis bildete ein Fahrgestell eines Nutzfahrzeugs von Ford mit 3655 mm Radstand. Darauf wurde eine viersitzige Karosserie aus Stahl montiert. Eine Quelle schreibt Cabriolet, eine andere Coupé. Abbildungen zeigen geschlossene Fahrzeuge mit Verdeck, wobei unklar bleibt, ob das Verdeck zu öffnen war. Ein V8-Motor von Ford mit 6600 cm³ Hubraum und 175 PS trieb die Fahrzeuge an. Manuelle Schaltung und Automatikgetriebe standen zur Wahl.